# Dasyprocta cristata
El agutí de cresta (Dasyprocta cristata) es una especie de roedor de la familia Dasyproctidae.
Es endémico de Surinam.  Se encuentra amenazado por pérdida de hábitat.